# Markale

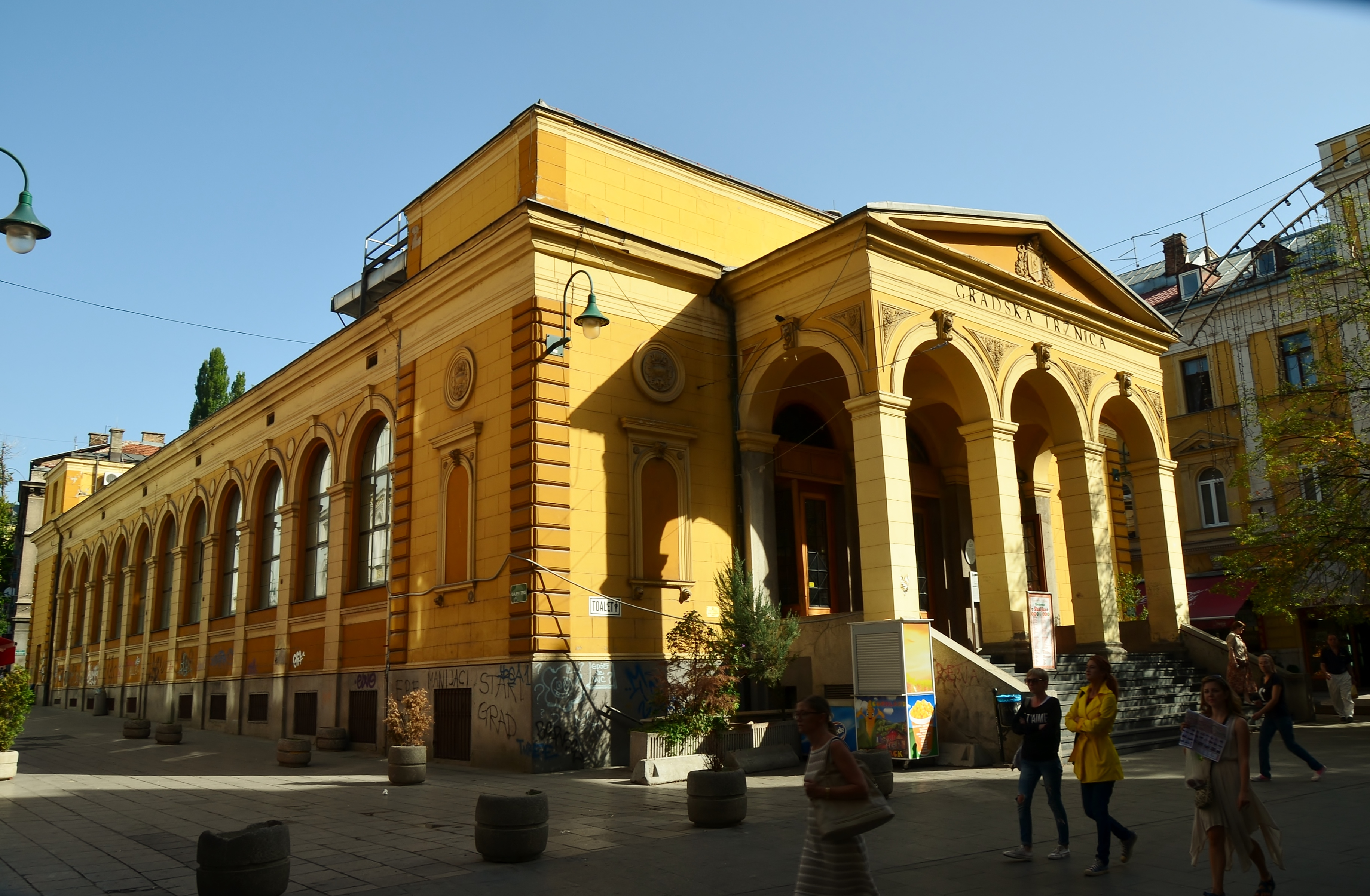
Budova Městské tržnice v Sarajevu

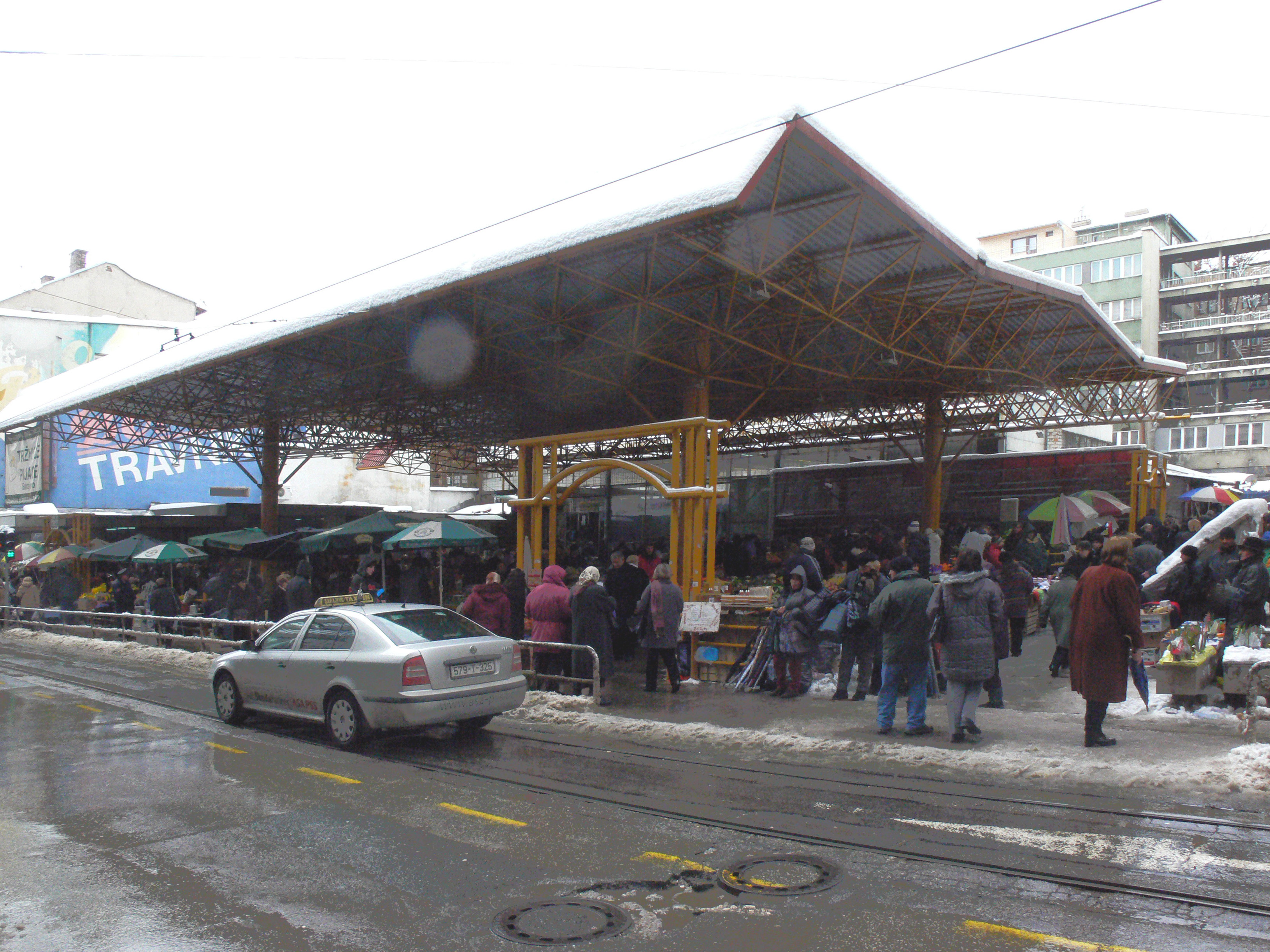
Pohled na tržnici v zimě

Markale či Pijaca Markale (z německého Markthalle) je název Městské tržnice a současně nedaleké otevřené, ale zastřešené tržnice, která se nachází v centru Sarajeva, hlavním městě Bosny a Hercegoviny. Obchoduje se tu převážně s ovocem a zeleninou.

## Historie
Projekt tržnice v moderním evropském stylu byl vypracován v roce 1894 a označen byl německým názvem Markthalle für Sarajevo. Výstavba probíhala jeden rok. Autorem stavby byl August Butsch, sudetský Němec původem z Náměšťě nad Oslavou. Stavitelem měl být údajně Josip Vancaš, dle některým teorií byl i autorem projektu.
Objekt byl realizován v tehdy populárním novorenesančním stylu. Kromě hlavního vstupu sem dříve vedly i vstupy boční. Ve vnitřním prostoru byla ocelově dřevěná konstrukce, na které byl dům posazen. V suterénu se nacházela ledárna. Uprostřed haly se nacházely hodiny, které vznikly ve stylu vídeňské secese.
Markale proslavily hlavně dva útoky, ke kterým zde došlo v časech války v 90. letech 20. století. Tehdy zde 5. února 1994 při minometné palbě zahynulo 68 lidí a dalších 43 pak 28. srpna 1995. Útok byl televizními stanicemi poměrně podrobně komunikován. Právě druhý z útoků na civilní obyvatele, kteří zde čekali na dodávku základních potravin a vody, podnítil síly NATO k útoku na jednotky VRS a posunul zemi k Daytonské mírové smlouvě, která nakonec vedla k ukončení války.